# Plymouth Gran Fury
La Plymouth Gran Fury est un véhicule automobile du constructeur américain Plymouth qui fut produit de 1975 à 1977 puis de 1980 à 1989. 

Ce fut la plus grande berline de la gamme Plymouth de 1975 à 1977. A l'arrêt de sa production en 1989 et jusqu'en 1997, ce fut la dernière propulsion encore fabriquée par Plymouth alors que ce type de motorisation était caractéristique à Plymouth depuis la première voiture de la gamme en 1928, de même que ce fut son tout dernier V8.

La Plymouth Gran Fury était précédée par la Plymouth Fury, qui arborait les dénominations "Fury Gran Coupe" et "Fury Gran Sedan" pour ses versions les plus élaborées, respectivement jusqu'en 1973 et 1974.

## Production
Les usines fabriquant la Plymouth Gran Fury étaient situées aux États-Unis à Saint-Louis (Missouri) et Kenosha (Wisconsin) ainsi qu'au Canada à Windsor (Ontario).

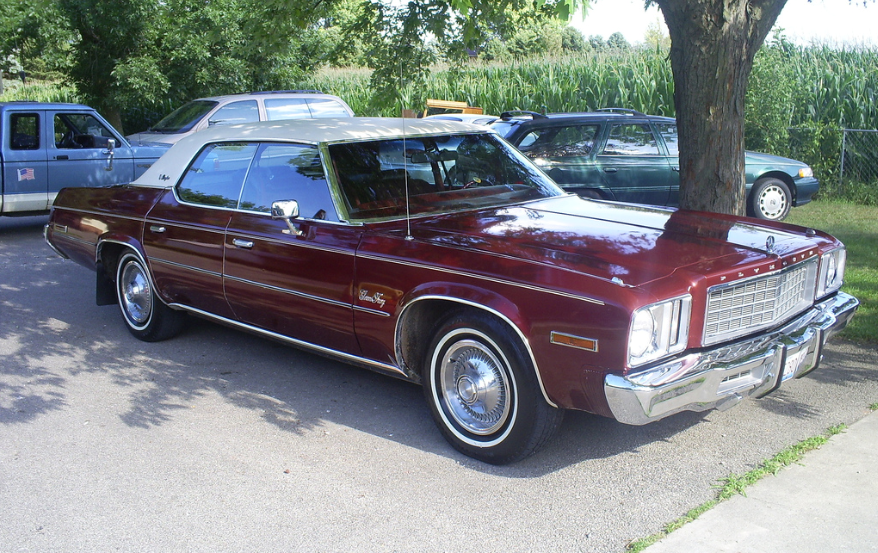
1re génération (1974-77)
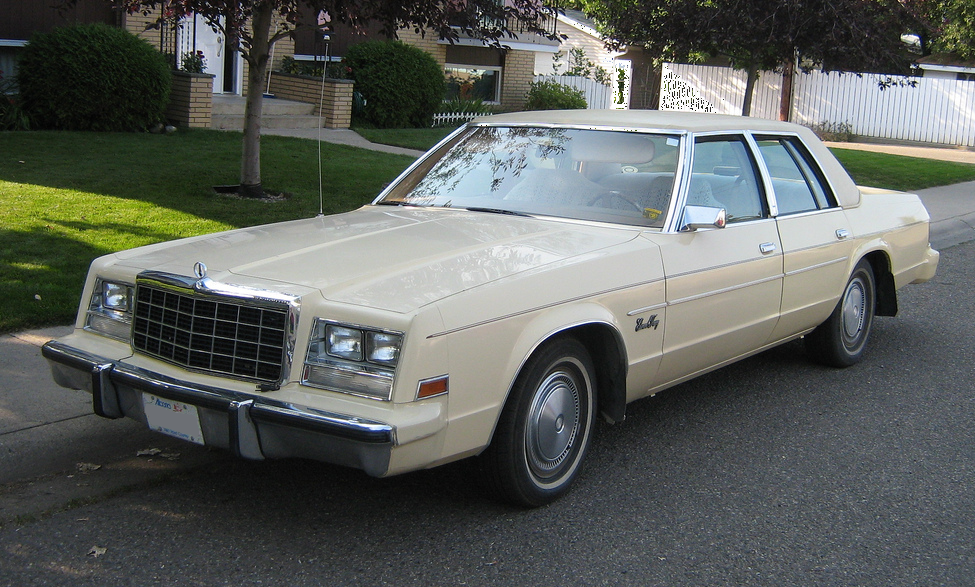
génération (1980-81)
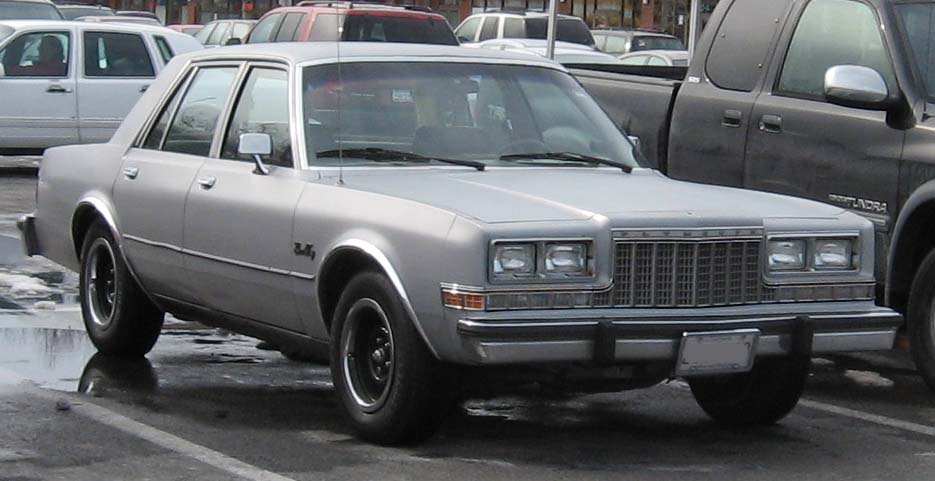
3e génération (1982-89)

| Années                      | Unités                      |
| 1975                        | 72 801                      |
| 1976                        | 39 511                      |
| 1977                        | 47 552                      |
| Production totale = 159 864 | Production totale = 159 864 |
| --------------------------- | --------------------------- |

| Années                     | Unités                     |
| 1980                       | 18 724                     |
| 1981                       | 7 719                      |
| Production totale = 26 443 | Production totale = 26 443 |
| -------------------------- | -------------------------- |

| Années                      | Unités                      |
| 1982                        | 18 111                      |
| 1983                        | 15 739                      |
| 1984                        | 14 516                      |
| 1985                        | 19 102                      |
| 1986                        | 14 761                      |
| 1987                        | 10 377                      |
| 1988                        | 11 421                      |
| 1989                        | 4 985                       |
| Production totale = 109 012 | Production totale = 109 012 |
| --------------------------- | --------------------------- |

- 1re génération 
(1974-77)
- 2de génération 
(1980-81)
- 3e génération 
(1982-89)